# Заморски, Петр
Петр Заморски (чеш. Petr Zámorský; 3 августа 1992, Злин, Чехия) — чешский профессиональный хоккеист, защитник. Игрок сборной Чехии по хоккею.

## Биография
Петр Заморски — воспитанник хоккейного клуба «Злин». В составе юниорской команды «Злина» стал чемпионом Чехии 2010 года для игроков не старше 20 лет. Выступал за молодёжные и юниорские сборные Чехии. Участвовал на чемпионате мира среди юниоров 2010 года, сыграл 6 матчей, набрал 2 очка (1+1), а также на молодёжном чемпионате мира 2012 года, сыграл 5 игр, набрал 2 очка (0+2). В сезоне 2012/2013 стал финалистом чешской Экстралиги, а через год помог своего родному «Злину» стать чемпионами Чехии во второй раз в истории клуба, став автором золотого гола в 5-й игре финальной серии с «Кометой Брно». Заморски был признан лучшим защитником Экстралиги по итогам сезона 2013/2014, набрав в 58 играх 26 очков (11 шайб и 16 передач).
В 2014 году дебютировал чемпионата мира, остановившись со сборной Чехии в шаге от медалей, заняв 4 место. На турнире Заморски отыграл все 10 матчей, сделав 3 голевые передачи.
В сезоне 2014/15 провёл часть матчей в шведской и финской хоккейных лигах за «Эспоо Блюз» и «Эребру». Сезон 2015/16 начал в АХЛ за «Хартфорд Вулф Пэк», но позже вернулся в шведский «Эребру». Летом 2017 года перешёл в пражскую «Спарту». Но уже по ходу сезона перебрался в клуб «Маунтфилд Градец-Кралове», за который выступал до конца 2020 года. Вторую половину сезона 2020/21 провёл в клубе «Комета Брно».

## Статистика
Обновлено на конец сезона 2020/2021
- Чешская Экстралига — 357 игр, 142 очка (41 шайба + 101 передача)
- Шведская лига — 94 игры, 42 очка (13+29)
- Финская лига — 25 игр, 6 очков (3+3)
- АХЛ — 10 игр, 2 очка (1+1)
- Сборная Чехии — 65 игр, 13 очков (2+11)
- Лига чемпионов — 11 игр, 4 очка (0+4)
- Кубок Шпенглера — 4 игр, 2 очка (0+2)
- Всего за карьеру — 566 игр, 211 очков (60+151)

## Достижения

### Командные
- Чемпион Чехии 2014
- Серебряный призёр чемпионата Чехии 2013
- Финалист Лиги Чемпионов 2020

### Личные
- Лучший защитник чешской Экстралиги 2014
- Лучший бомбардир (38 очков) и ассистент (28 передач) среди защитников чешской Экстралиги 2019